# Lycopodiella inundata
Espèce
Statut de conservation UICN

 LC  : Préoccupation mineure
Lycopodiella inundata ou Lycopode inondé ou Lycopode des tourbières est une espèce de plantes lycophytes de la sous-famille des Lycopodielloideae.

## Description

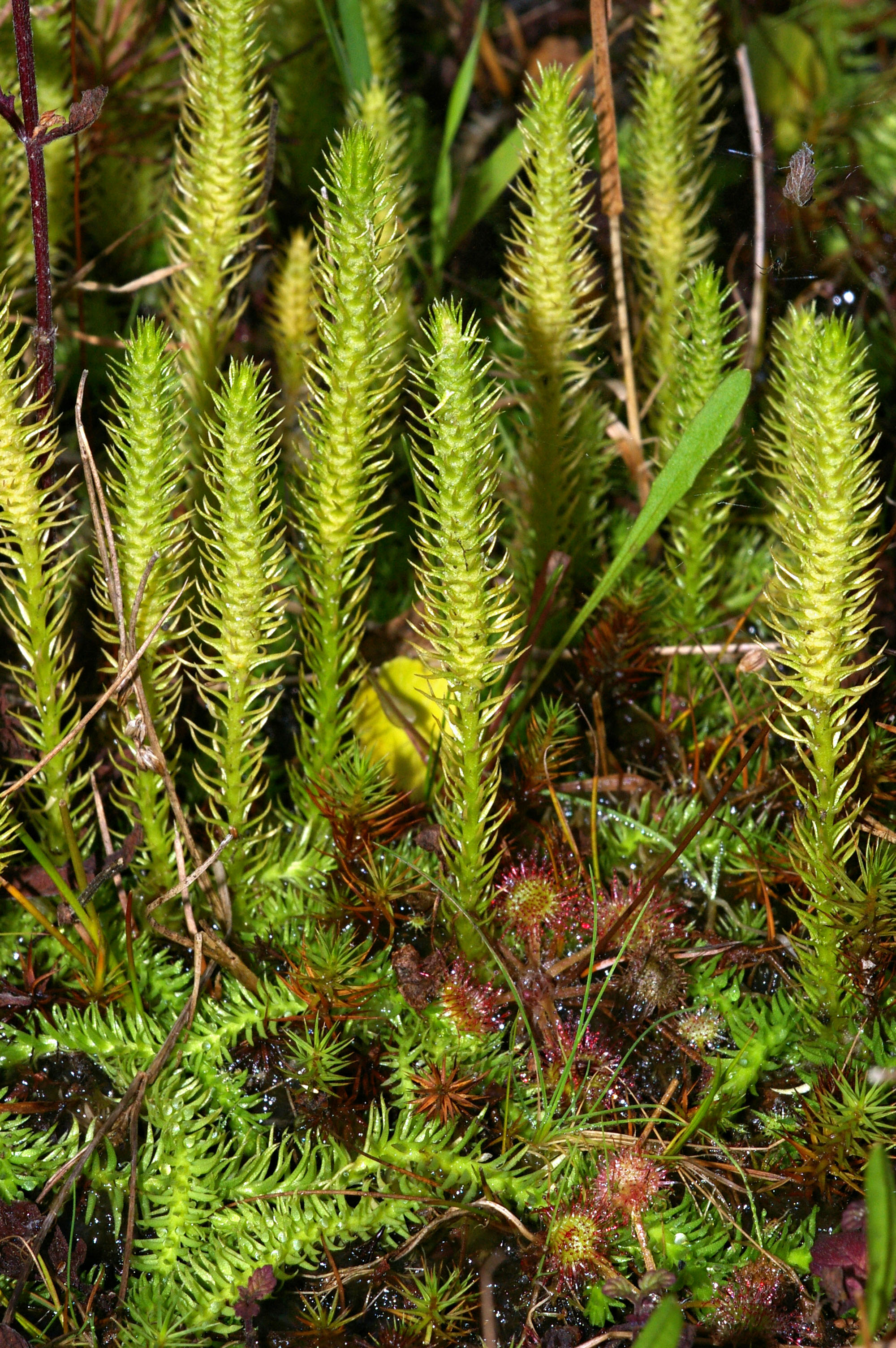
Lycopode inondé, ici associé à des droséras

C'est une petite plante qui ressemble à une mousse de très grande taille.

Elle pousse en formant des plaques ou des tapis sur le sol.
La tige principale, rampante, émet de nombreuses racines adventives ainsi que des tiges secondaires dressées abondamment feuillées, disposées en 5 rangs.

Les feuilles sont incurvées, vertes, étroites et pointues, longues de quelques millimètres.

## Habitat et répartition
Cette plante vit dans les parties souvent inondées de la toundra, de tourbières acides ou en bordure d'étangs oligotrophes et acides, éventuellement en bordure de ballastière ou anciennes zones de gravières ou de carrière (argile, kaolin..). Elle apprécie les zones dénudées et ensoleillées, et peut vivre sur un substrat de sables, de tourbe ou d'argile, du moment qu'il soit acide et humide où elles colonisent le sol, avant les sphaignes. Elle compte donc parmi les espèces pionnières.
On la trouve dans l'hémisphère nord, dans les régions circumpolaires et circumboréales de l'Arctique et les tourbières montagnardes des régions tempérées d'Eurasie et d'Amérique du Nord.

## Synonymes
- Lycopodium inundatum Linné 1753,
- Lycopodium clavatum Linné 1753,
- Lepidotis inundata.

## État, pressions, menaces

### Menaces
C'est une plante devenue très rare ou absente des régions d'agriculture intensive, en raison notamment du drainage des tourbières et d'une eutrophisation générale de l'environnement. Elle est pour cette raison parfois considérée comme bioindicatrice d'une certaine naturalité du milieu où elle est présente, mais elle peut aussi parfois coloniser comme plante pionnière des milieux semi-naturels (abords de gravière, milieux para-tourbeux recolonisant des sites d'extraction…).
Présente dans quelques stations des Hautes-Fagnes wallonnes.

### Protection
En France, cette espèce a disparu d'une grande partie de son aire naturelle de répartition. Elle est protégée au niveau national (depuis 1982) et figure comme espèces prioritaires dans le livre rouge de la flore menacée de France (1995).
En Région wallonne (Belgique) tous les lycopodes sont protégés.
Elle peut faire localement l'objet de plans de protection ou de plans de restauration (ex : Royaume uni, Réserve nationale de Versigny en Picardie…)
On peut la reproduire in vitro, c'est-à-dire la cloner , mais sans retrouver la diversité génétique perdue ces dernières décennies.